# 新富町
新富町（しんとみちょう）は、宮崎県中部の児湯郡に属する町。宮崎平野を代表する野菜の産地の一つである。

## 地理
東側・南側は平野、西側は台地と全体的に平坦であり、町域の約70%を平地が占める。
町の南を一ツ瀬川が流れる。
海域は日向灘であり、今後発生が予見されている南海トラフ巨大地震の際には、町内の海岸に最大9mの津波が到達することが予想されている。

### 隣接している自治体
- 宮崎市
- 西都市
- 児湯郡高鍋町

### 地名
- 新田(旧新田村)
- 伊倉(旧新田村)
- 上富田(旧富田村)
- 下富田(旧富田村)
- 日置(旧富田村)
- 三納代(旧富田村)

以下は区画整理により、上富田・三納代から2004年(富田北のみ2008年)に発足した町である。
- 富田1丁目～3丁目
- 富田北1丁目～2丁目
- 富田西1丁目～3丁目
- 富田東1丁目～4丁目
- 富田南1丁目～4丁目

## 歴史
- 1959年（昭和34年）3月31日 児湯郡新田（にゅうた）村・富田（とんだ）村が合併して新富町になる。
  - 以下、新田は「にゅうた」、富田は「とんだ」と読む。

## 町政
- 町長：小嶋崇嗣（2018年3月19日就任、2期目）
- 町議会：定数12人[3]（現在の議員の任期は2023年5月1日から2027年4月30日までである）
- 新富町のホームページでは町発注の公共事業に関する入札情報の公開が進んでいる。

### 不祥事
- 2012年10月24日、職員が過労自殺した件をめぐり、遺族と町は8,000万円で宮崎地方裁判所にて和解した[4]。

## 国政・県政

### 国政
衆議院小選挙区選挙では宮崎2区（延岡市・日向市・西都市・児湯郡・西臼杵郡・東臼杵郡）に属する。

### 宮崎県議会
本町と都農町、木城町、川南町、高鍋町で選挙区（西米良村を除く児湯郡）をなす。定数は3人。近年選出の議員は以下のとおり。
- 2007年4月
  - 坂口博美（自民）
  - 図師博規（無所属）
  - 松村悟郎（自民）

## 公共機関

### 国の出先機関
- 防衛省

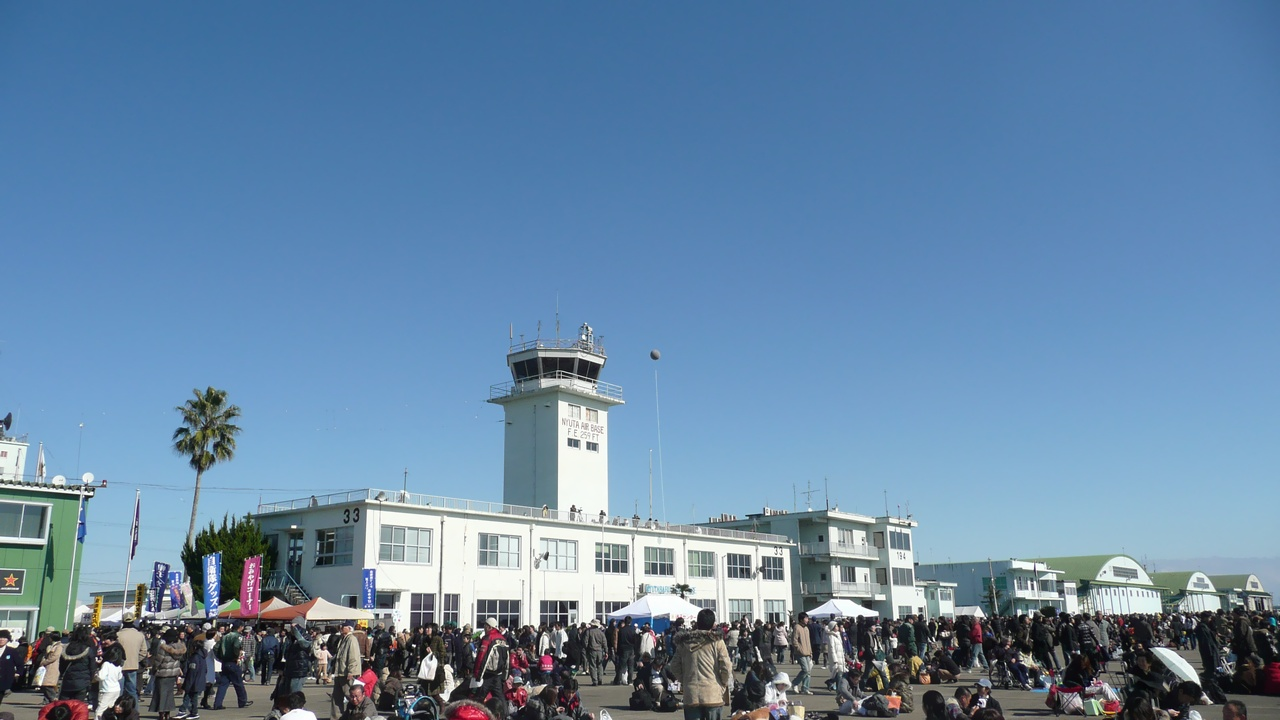
航空自衛隊新田原基地

  - 航空自衛隊航空総隊西部航空方面隊第5航空団
  - 自衛隊宮崎地方協力本部新田原分駐所（航空自衛隊新田原基地内）

## 経済・産業
下記のような従来ある産業に加えて、2017年に一般財団法人形式の地域商社「こゆ地域づくり推進機構」（こゆ財団）を設立。ライチやパパイアの栽培、旅館、カフェなど町外から起業家を呼び込んでいる。

### 第1次産業
平野部では施設園芸（ピーマン、キュウリ、トマト、シンビジウムなど）や早場米の栽培が盛ん。台地では鶏卵や肉牛などの畜産業、茶・葉たばこの栽培が中心である。隣の宮崎市の佐土原町区域と共に、一瀬川周辺で全国有数のうなぎの養殖（養鰻）が盛んな地域である。

#### 鳥インフルエンザ
2007年1月30日、町内の養鶏場で鳥インフルエンザによるニワトリの大量死が判明。その後国の機関による検査で、清武町（現・宮崎市）、日向市の同様事例に続き、H5N1型ウイルスが検出され、家畜伝染病予防法に基づく一連の対策が行われた。

### 第2次産業
- ハマナカホビール
- 宮崎ワコール縫製
- 吉川工業アールエフセミコン

### 第3次産業
度重なる風水害の教訓から区画整理が進み、コンビニエンスストアも増えつつある一方、商店街は姿を消しつつある。1981年（昭和56年）に現在のマルショク新富店がオープンするまでは隣の高鍋町、西都市、佐土原町（現・宮崎市）まで出かけなければならなかった。さらに別表のとおり郊外型の大型店が進出する傍ら、老舗の店舗が破産・廃業に追い込まれているうえ、パチンコ店やゲームセンターで恐喝行為や置き引き、暴走行為が目立ったため、遊戯施設は1990年代中期の平成7年頃に半分以下にまで減った。

## 地域

### 人口
| |                                        |  |
| 新富町と全国の年齢別人口分布（2005年） | 新富町の年齢・男女別人口分布（2005年） |  |
| ■紫色 ― 新富町 ■緑色 ― 日本全国 | ■青色 ― 男性 ■赤色 ― 女性              |  |
| 新富町（に相当する地域）の人口の推移 \| 1970年（昭和45年） \| 16,514人 \| \| \| 1975年（昭和50年） \| 16,625人 \| \| \| 1980年（昭和55年） \| 17,220人 \| \| \| 1985年（昭和60年） \| 18,053人 \| \| \| 1990年（平成2年） \| 18,085人 \| \| \| 1995年（平成7年） \| 18,037人 \| \| \| 2000年（平成12年） \| 19,058人 \| \| \| 2005年（平成17年） \| 18,608人 \| \| \| 2010年（平成22年） \| 18,092人 \| \| \| 2015年（平成27年） \| 17,373人 \| \| \| 2020年（令和2年） \| 16,564人 \| \| |                                        |  |
| 総務省統計局 国勢調査より |                                        |  |
| 1970年（昭和45年） | 16,514人                               |  |
| 1975年（昭和50年） | 16,625人                               |  |
| 1980年（昭和55年） | 17,220人                               |  |
| 1985年（昭和60年） | 18,053人                               |  |
| 1990年（平成2年） | 18,085人                               |  |
| 1995年（平成7年） | 18,037人                               |  |
| 2000年（平成12年） | 19,058人                               |  |
| 2005年（平成17年） | 18,608人                               |  |
| 2010年（平成22年） | 18,092人                               |  |
| 2015年（平成27年） | 17,373人                               |  |
| 2020年（令和2年） | 16,564人                               |  |

### 国防
航空自衛隊新田原基地が町内に位置する。

### 教育
自衛隊機による騒音対策のため、各校には古くから二重窓ならびに冷房設備がある。

#### 小学校
- 新富町立富田小学校
  - 追分分校（2012年3月31日閉校）

#### 中学校
- 新富町立富田中学校

#### 小中一貫校
- 新富町立新田小中学校（田園の里 新田学園）
- 新富町立上新田小中学校（学びの丘 上新田学園（新富町立上新田小学校及び新富町立上新田中学校））

#### 特別支援学校
- 宮崎県立児湯るぴなす支援学校

## 交通

### 鉄道路線
- 中心となる駅：日向新富駅
- 隣接市町村への連絡：高鍋町・佐土原町 - 日豊本線
- 都道府県庁への連絡：日向新富駅から列車で25分
- 広範囲な連絡：日豊本線

### 路線バス
- 宮崎交通 - 新富町と周辺市町村を結ぶ一般路線を運行
  - 宮崎市 - 高鍋町 - 新富町 - 木城町
  - 高鍋町 - 新富町 - 西都市
- コミュニティバス「るぴなす号」 - 町内各地を運行
- 美登観光バス - 高速バス「みとシティライナー」を運行
  - 福岡市（キャナルシティ博多）・八代市（新八代駅） - 新富町

### 道路

#### 高速道路
- E10 東九州自動車道 : (28) 西都IC
  - 西都ICは料金所などの設備の大半が当町に存在するが、高速道路上の標識に “新富” の文字は無く、“西都”としか記載されていない。

#### 一般国道
- 国道10号
  - 新富バイパス
- 国道219号

#### 県道
主要地方道
- 宮崎県道18号荒武新富線
- 宮崎県道24号高鍋高岡線
- 宮崎県道44号宮崎高鍋線

一般県道
- 宮崎県道305号日置南高鍋線
- 宮崎県道306号今別府八幡線
- 宮崎県道309号川床日向新富停車場線
- 宮崎県道312号木城西都線

## 名所・旧跡・観光スポット・祭事・催事

### 名所・旧跡・観光スポット

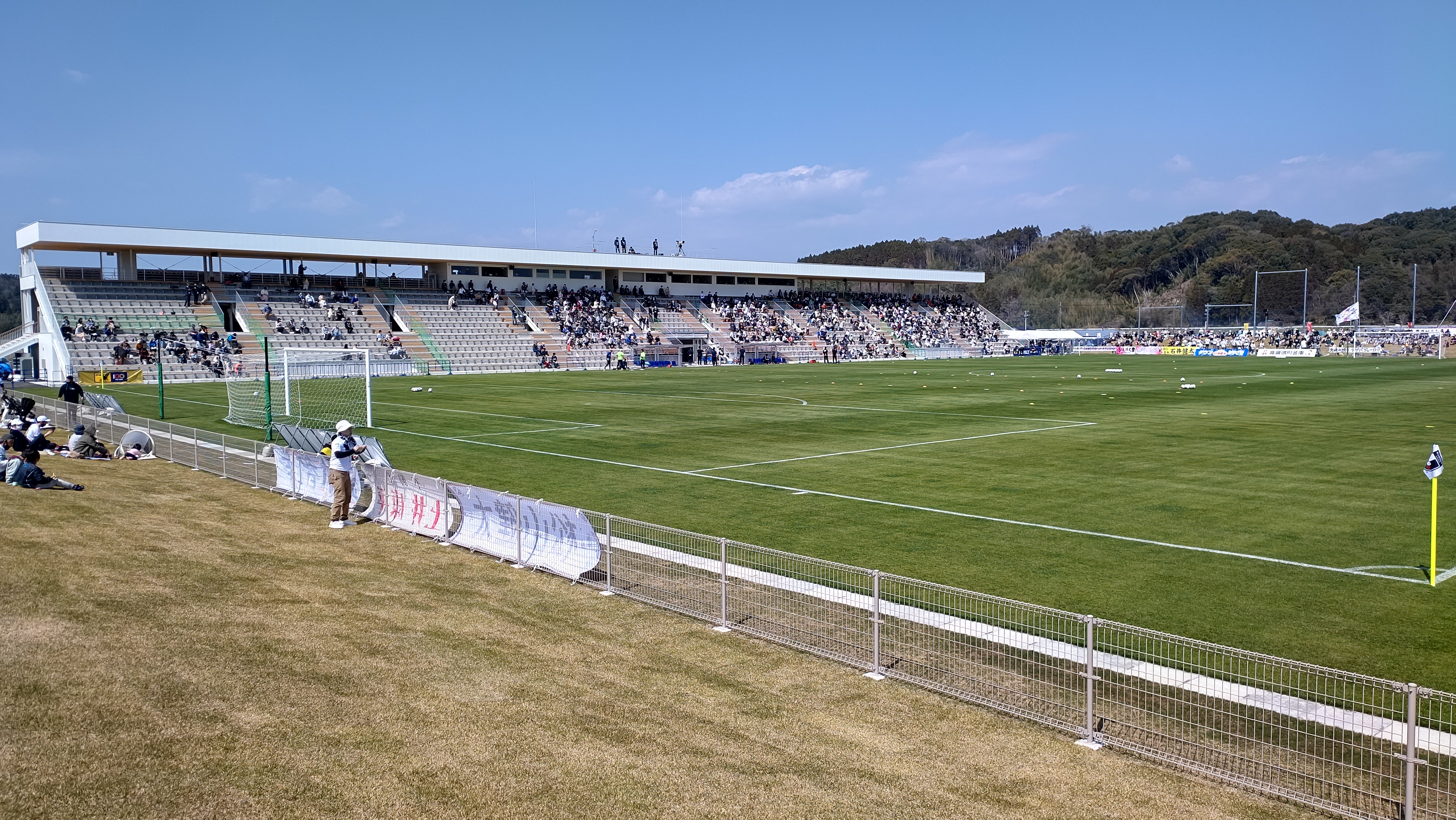
ユニリーバスタジアム新富

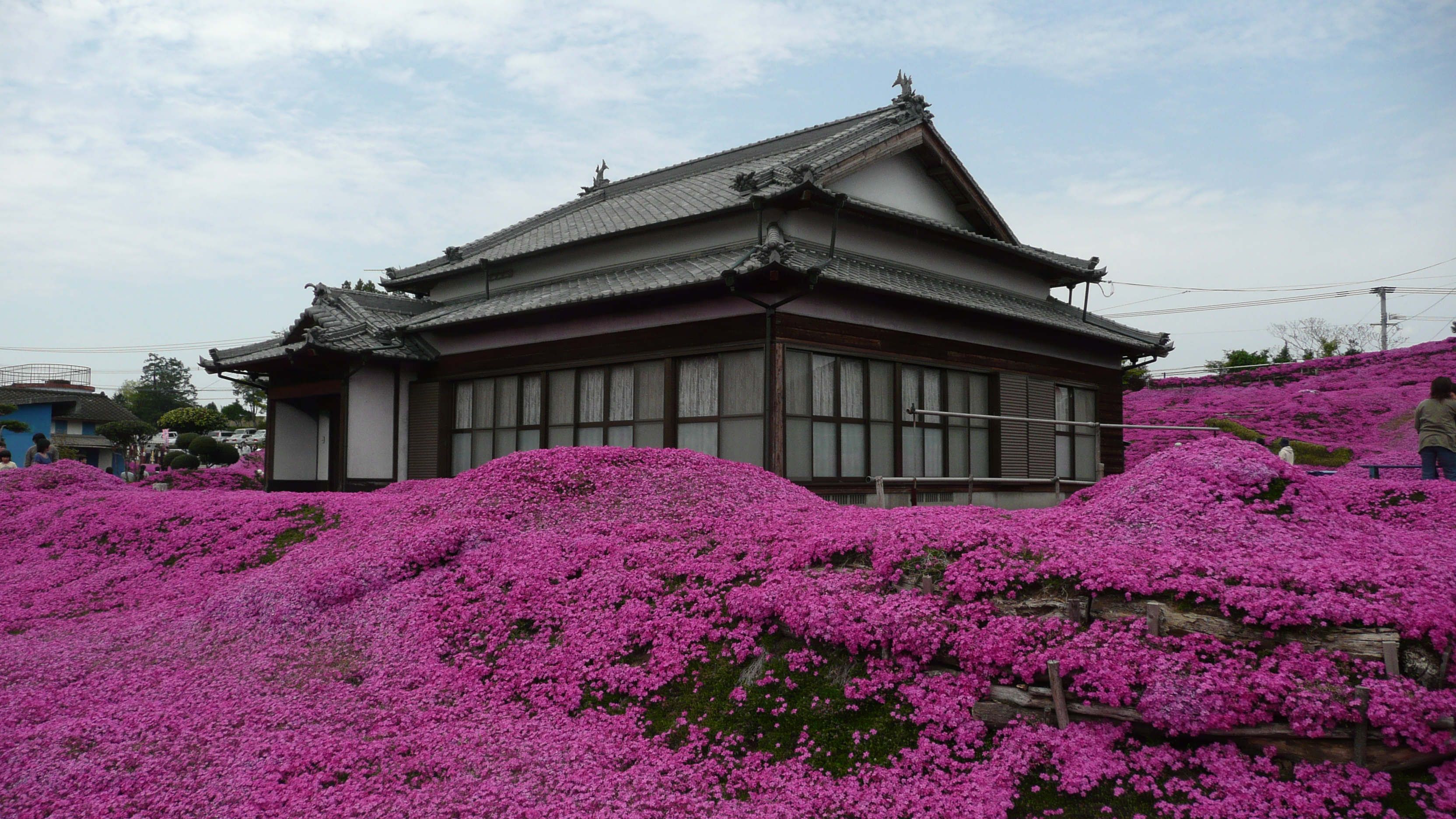
県道24号沿いの個人宅にあるシバザクラ。4月が見頃で観光スポットとなる。なお、観光庭園としての公開は2017年限りで終了した。

- 湯ノ宮の座論梅
- 新田原古墳群
- 富田浜
  - アカウミガメ産卵地
- 本蓮寺
- 新富温泉
- ユニリーバスタジアム新富

### 祭事・催事
- 座論梅梅まつり（2月）

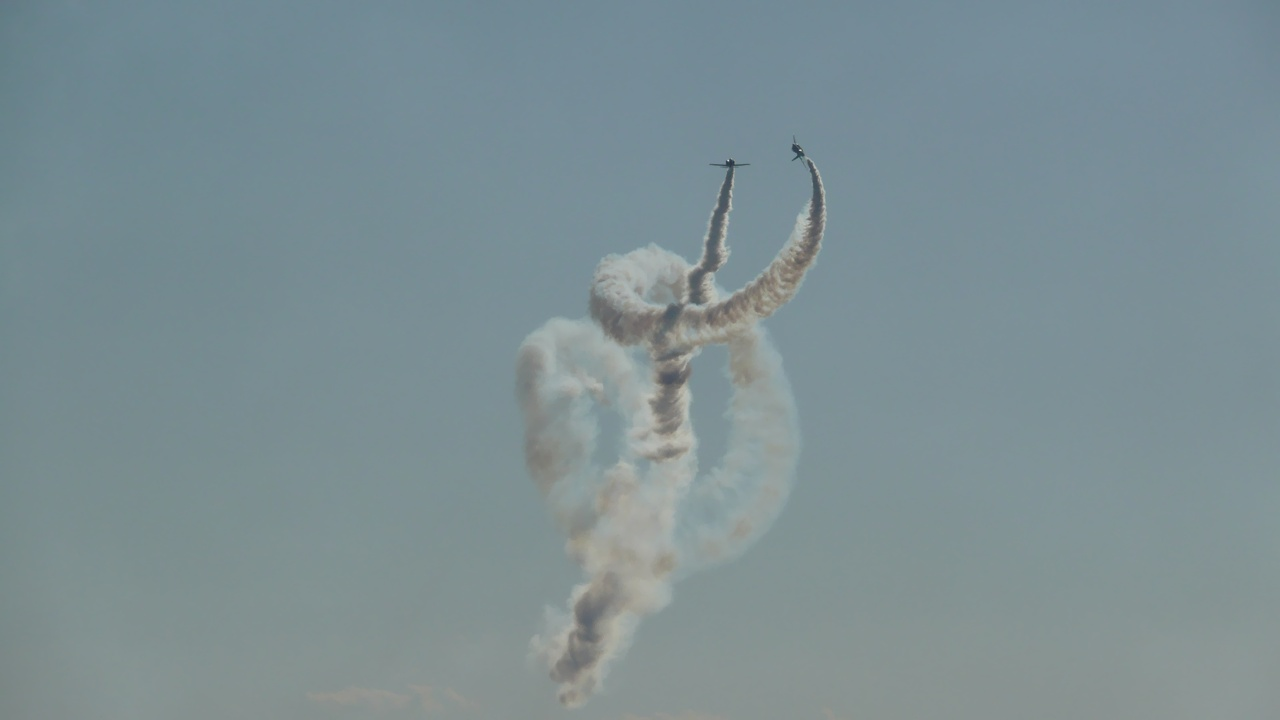
ブルーインパルスの展示飛行（新田原基地航空祭）

- サマーフェスティバルin一ツ瀬（8月中旬）
- そばの花祭り（10月中旬）
- 新田原基地航空祭（12月上旬）

## スポーツチーム

### サッカー
- ヴィアマテラス宮崎 - 日本女子サッカーリーグ（なでしこリーグ）
- テゲバジャーロ宮崎 - 日本プロサッカーリーグ（Jリーグ）

## 著名な出身者
- 矢野修平（元プロ野球選手。元福岡ソフトバンクホークストレーナー）
- 柳家さん枝（落語家）
- 橋口ななみ（柔道選手）